# MTV Vorsfelde
Der MTV 1862 e.V. Vorsfelde  ist mit 5000 Mitgliedern (Stand: 1. Januar 2024) einer der mitgliederstärksten Sportvereine in Niedersachsen. Am 8. August 1862 in Vorsfelde als Männerturnverein gegründet, ist er heute ein breitensportorientierter Verein im Wolfsburger Ortsteil Vorsfelde.
Die erste Herrenmannschaft der Faustballsparte spielt in der Feldsaison 2017 in der 2. Faustball-Bundesliga Gruppe Nord, die Judo-Frauenmannschaft in der Saison 2017 in der 1. Judo-Bundesliga.

## Geschichte

### Gründungszeit
Zur Zeit der Vereinsgründung war Vorsfelde eine Kleinstadt mit rund 1500 Einwohnern. Die Gründungsversammlung fand am 8. August 1862 im Schützenhaus Vorsfelde unter Teilnahme von 12 Bürgern statt. Bei einer zweiten Versammlung am 19. September 1862 wurde Wilhelm Grete, ein Sohn des Vorsfelder Bürgermeisters Carl Grete, zum Vorsitzenden gewählt. Im Jahr 1863 hatte der Verein 13 Mitglieder und sieben jugendliche Mitturner. In dem Jahr nahmen acht Turner am Braunschweigischen Bezirksturnfest teil und der Vereinsvorsitzende Wilhelm Grete beteiligte sich am 3. Allgemeinen Deutschen Turnfest in Leipzig. Auch nahmen Vereinsmitglieder am Elm-Bergturnfest teil. Nach einem Schauturnen in Vorsfelde im Jahr 1865 traten dem Verein 23 Knaben als Mitturner bei. 1870 zählte der Verein  11 Mitglieder und 1874 20 Mitglieder. Die Turnübungen fanden im Sommer auf einem Turnplatz und im Winter in einer Gaststätte oder im Schützenhaus statt. 1897 traten 11 Vereinsmitglieder aus und gründeten den Neuen MTV. Die Abspaltung beruhte auf einer klasseninternen Organisierung der Arbeiterschaft, da zu dieser Zeit zahlreiche Post- und Bahnarbeiter zugezogen waren.

### 20. Jahrhundert
1908 gründete sich im Verein zum Damenturnen eine Damenabteilung, der 20 Frauen angehörten. Im Jahr 1913 beging der Verein sein 50. Stiftungsfest. Vor dem Ersten Weltkrieg gehörten dem Verein 1914 fast 100 Mitglieder und etwa 35 Knaben als Mitturner an. Während des Krieges, in dem 15 Vereinsmitglieder gefallen waren, ruhten die sportlichen Aktivitäten weitgehend.
In der Zeit des Nationalsozialismus hatte der MTV 1933 fast 70 Mitglieder. Als der Neue MTV als Arbeiterturnverein im Zuge der Gleichschaltung 1933 aufgelöst wurde, schlossen sich seine Mitglieder dem MTV an. 1936 wurden die beiden Jugendabteilungen des Vereins aufgelöst, da alle jugendlichen Vereinsmitglieder der Hitlerjugend oder dem Bund deutscher Mädel beigetreten waren. Während des Zweiten Weltkrieges wurden die sportlichen Aktivitäten auf geringem Niveau fortgesetzt, da über die Hälfte der männlichen Mitglieder zum Kriegsdienst eingezogen waren. Nach dem Krieg verbot die britische Militärregierung dem Verein jegliche Vereinstätigkeit. Sie lehnte eine Fortführung des 1862 gegründeten Turnvereins ab, befürwortete aber seine Neugründung. Diese erfolgte am 16. Februar 1946 unter Weglassung des Zusatzes 1862. Zu der Zeit gehörten dem Verein 32 Männer und 60 Frauen an. Der Turnbetrieb fand in einer Gaststätte statt. Nach dem Bau der Altstadtschule 1955 konnte der Verein erstmals eine Turnhalle nutzen. Nach der Einweihung des Drömlingstadions 1958 stand dem Verein eine weitere Sportstätte zur Verfügung. In den 1970er Jahren wurde der Verein zum Großverein mit 1000 Mitgliedern im Jahr 1974. Im Jahr 1987 beim 125. Vereinsjubiläum waren es 2000 Mitglieder.

### 21. Jahrhundert
1999 begann in Vorsfelde der Bau eines Vereinscenters mit eigener Sportanlage und Sitz der Geschäftsstelle, was Kosten in Höhe von 2,1 Millionen DM verursachte. 2004 gehörten dem Verein 4000 Mitglieder an. 2006 wurde das Vereinscenter für eine Million Euro erweitert. 2021 schloss sich der 1926 gegründete Vorsfelder Tennisverein (VTV) dem MTV Vorsfelde an.

## Sportarten
Der Verein besteht aus folgenden 29 Abteilungen:
| - Badminton - Ballett - Drachenboot - Faustball - Fitness - Gesundheitssport - Gymnastik | - Handball - Hobby-Kicker - Jedermann-Sport - Ju-Jutsu - Judo - Karate - Lauftreff | - Leichtathletik - MTV-action - Radsport - Schwimmen - Segeln - Sportabzeichen - Tai Chi | - Tanzen - Tennis - Tischtennis - Trampolin - Turnen - Volleyball - Wintersport - Yoga |

## MTV Vorsfelde Handball
Die im Jahre 1972 gegründete Handballabteilung MTV Vorsfelde Handball gehört mittlerweile zu den erfolgreichsten des Vereins. Jährlich kämpfen zahlreiche Jugendteams auf Regions- und Landesebene um Punkte und bilden so den Grundstein einer erfolgreichen Jugendarbeit im Verein. Mit 4 Seniorenteams (2 Männer und 1 Damenmannschaft) ist auch der Erwachsenenbereich ausreichend gedeckt.
Aushängeschild ist die 1. Herrenmannschaft, die seit dem damaligen Wiederaufstieg erfolgreich in der Oberliga Niedersachsen mitspielt. Größter Erfolg der Mannschaft ist die Meisterschaft der Oberliga Niedersachsen in der Saison 2012/13 und der damit verbundene Aufstieg in die 3. Liga. Darauf folgte mit dem 15. Platz gleich der Abstieg. Seitdem hat sich die Mannschaft und das Umfeld stetig geändert und man versucht erneut den Schritt in Richtung 3. Liga zu wagen.